# Балаклійська філія Харківської гуманітарно-педагогічної академії
Балаклійський педагогічний фаховий коледж Комунального закладу «Харківська гуманітарно-педагогічна академія» Харківської обласної ради — відокремлений структурний підрозділ Харківської гуманітарно-педагогічної академії, розташований у місті Балаклія Харківської області.
Фахова передвища освіта здобувається на основі базової середньої освіти, профільної середньої освіти (незалежно від здобутого профілю), професійної (професійно-технічної) освіти, фахової передвищої освіти або вищої освіти. Здобуття фахової передвищої освіти на основі базової середньої освіти здійснюється з одночасним здобуттям повної загальної середньої освіти та отриманням відповідного документа про повну загальну середню освіту. Коледж готує фахових молодших бакалаврів зі спеціальностей «Початкова освіта» та «Дошкільна освіта».

## Історія

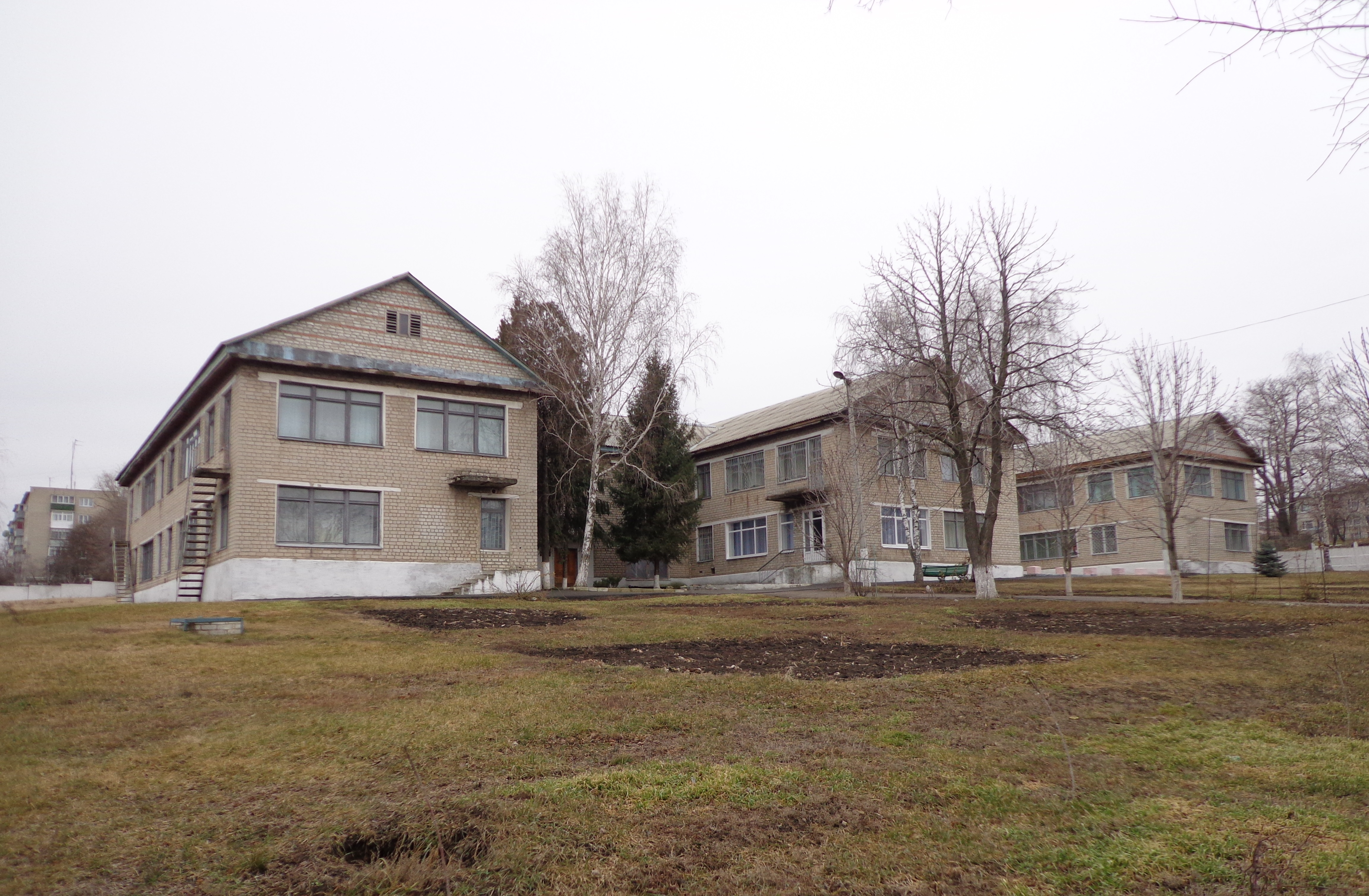
Будівля філії

31 серпня 1995 року згідно із розпорядженням Харківської обласної державної адміністрації від 31 серпня 1995 № 96 було створено Балаклійський педагогічний коледж.
Указом Президента України від 12 вересня 1995 року № 832/95 «Про основні напрями реформування вищої освіти в Україні» та на виконання Постанови Кабінету Міністрів України від 29 травня 1997 року № 526 «Про вдосконалення мережі вищих та професійно-технічних навчальних закладів», згідно з наказом Міністерства освіти України від 20 червня 1997 року № 218 «Про реформування мережі вищих навчальних закладів, підпорядкованих Міністерству освіти» навчальний заклад було реорганізовано у Балаклійський коледж Харківського державного педагогічного університету імені Г. С. Сковороди.
2003 року в у коледжі з'явилась нава спеціалізація «Початкове навчання». Того ж року при коледжі відкрився загальноосвітній заклад III ступеня — колегіум, що мав філологічний профіль навчання. Близько 30 % випускників колегіуму поступали до коледжу.
Постановою Кабінету Міністрів України від 17.08.2011 р. № 884 «Про деякі питання Харківського національного педагогічного університету імені Г. С. Сковороди» структурний підрозділ Балаклійський коледж було виокремлено із складу Харківського національного педагогічного університету імені Г. С. Сковороди як окремий навчальний заклад та Рішенням VII сесії VI скликання Харківської обласної ради від 18.08.2011 р. № 239-VI Наказом Харківського гуманітарно-педагогічного інституту від 25.08.2011 р. № 247-к «Про зміну типу та перейменування Красноградського та Балаклійського коледжів» перетворено у Балаклійську філію Комунального закладу «Харківська гуманітарно-педагогічна академія» Харківської обласної ради як структурний підрозділ цього навчального закладу.
Згідно з рішенням Вченої ради Академії від 14 січня 2020 року (протокол № 6) змінено тип закладу з філії на фаховий коледж, відповідно повна назва закладу стала Балаклійський педагогічний фаховий коледж Комунального закладу «Харківська гуманітарно-педагогічна академія» Харківської обласної ради.

## Інфраструктура та позакласна діяльність
Філія має власну бібліотеку з читальною залою, конференц-зал, комп'ютерні класи, художню майстерню, гуртожиток, медичний кабінет, буфет.
При філії працюють студентський театр «Натхнення», клуб «Інтелект», поетична студія «Ліра», хореографічний гурток, гурток з вокального співу.